# Orden Polonia Restituta

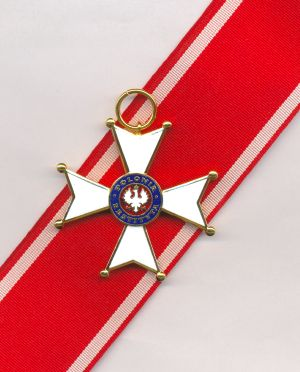
Orden Polonia Restituta

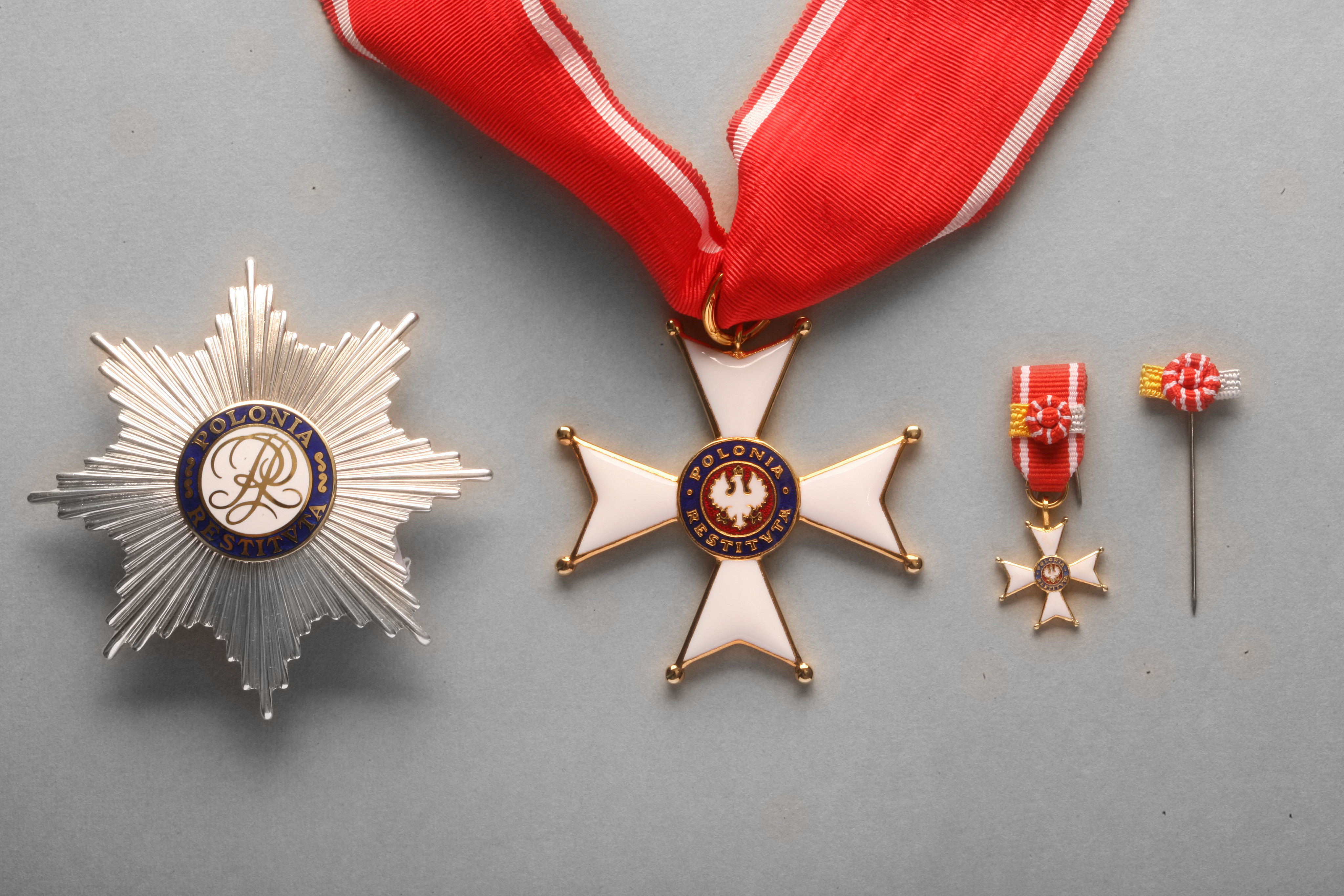
Insignien des Komtur mit Stern (Bruststern, Komturkreuz und Ordensminiatur)

Der Orden Polonia Restituta (polnisch Order Odrodzenia Polski, deutsch Orden der Wiedergeburt Polens) ist nach dem Orden vom Weißen Adler die zweithöchste zivile Auszeichnung der Dritten Polnischen Republik und war die zweithöchste Auszeichnung der Zweiten Republik. In der Volksrepublik Polen war er die zweithöchste zivile Auszeichnung nach dem Orden Erbauer Volkspolens.

## Insignien des Ordens

### 1921–1945 (Zweite Republik), 1945–1990 (Exilregierung in London), ab 1990 Dritte Republik
Das Ordenskreuz ist vierarmig, im Avers weiß emailliert mit goldenem Rande. In der Mitte befindet sich ein rundes Medaillon mit weißem gekröntem Adler, der von einem blau emaillierten Band mit goldener Inschrift Polonia Restituta umgeben ist. Im Revers ist das Kreuz glatt, in goldener Farbe gehalten, in der Mitte befindet sich ein rundes Medaillon mit der Jahreszahl 1918, die für die Neugründung des polnischen Staates steht.
Der Bruststern ist silbern, achtstrahlig und besitzt in der Mitte ein weißes Medaillon mit goldenen Buchstaben RP (Rzeczpospolita Polska, Republik Polen), das von einem blau emaillierten Band mit der Inschrift Polonia Restituta umgeben ist.
Das Band des Ordens ist rot, mit zwei beiderseitigen weißen Streifen am Rande (identisch mit dem Band des Sankt-Stanislaus-Ordens der Ersten Republik). Der Orden wird vom Staatspräsidenten nach Beratung mit dem Ordenskapitel verliehen.

### 1944–1990 (Kommunistische Herrschaft, Republik und Volksrepublik)
Bis um 1949 wurde das Ordenskreuz in beinahe unveränderter Form beibehalten, jedoch wurde der Adler gegen einen ungekrönten ausgetauscht und die Jahreszahl im Revers zu 1944 (Ausrufung der neuen Republik Polen durch das Lubliner Komitee) geändert. Das Aussehen des Bruststerns blieb vorläufig unverändert. Das Band wurde ohne Änderungen beibehalten. Um 1949 änderte man den Namen des Staates zu „Volksrepublik Polen“. Der Bruststern erhielt danach das Monogramm PRL (Polska Rzeczpospolita Ludowa, Volksrepublik Polen).
Die Kreuze aller fünf Klassen wurden um etwa 10 % vergrößert. Das Ordensband blieb unverändert.

## Klassen und Trageweise
Der Orden besteht aus fünf Klassen:
- Großkreuz
- Komtur mit Stern
- Komtur
- Offizier
- Ritter

Die Schärpe des Großkreuzes trägt man von der rechten Schulter zur linken Hüfte, den Bruststern auf der linken Brust. Das Komturkreuz ist eine Halsdekoration, Komture mit Stern tragen dazu den Bruststern auf der rechten Brust. Das Offizierskreuz (4. Klasse, am Band mit Rosette) und das Ritterkreuz (5. Klasse) trägt man auf der linken Brust. Im Falle mehrerer Verleihungen des Ordens an dieselbe Person durfte man nur die aktuell höchste Stufe tragen.

## Geschichte des Ordens
1920 schlug der Ministerrat neben der Erneuerung des Ordens vom Weißen Adler die Gründung eines dreiklassigen Verdienstordens Order civili vor. Dieser Plan wurde jedoch fallengelassen. Am 4. Februar 1921 wurde der vierklassige Orden Polonia Restituta in oben beschriebener Form gestiftet, und ein Ordenskapitel konstituierte sich. Das Staatsoberhaupt wurde kraft seines Amtes zum Inhaber und Großmeister, außerdem sollte das achtköpfige Kapitel einen Kanzler, Sekretär und Schatzmeister ausersehen. In diesem Jahre erhielten 76 polnische Staatsbürger den Orden.
Durch Einführung des Offizierskreuzes mit Rosette am Band am 28. April 1922 wurde der Orden auf fünf Klassen erweitert. 216 Personen erhielten den Orden, darunter 129 Ausländer (Präsidenten, Ministerpräsidenten, Minister, nur Großkreuze). In diesem Jahre wurden auch die zu entrichtenden Abgaben bei der Verleihung des Ordens eingeführt, so mussten Träger des Großkreuzes 150.000 mp., Komture mit Stern 85.000 mp., Komture 40.000 mp., Offiziere 30.000 mp. und Ritter 20.000 mp. an den Staat entrichten. Im Jahre 1923 wurden 984 Verleihungen vorgenommen, zudem schuf man das dreiklassige Verdienstkreuz der Republik Polen (nur Brustdekoration), um die Verleihungen des Polonia Restituta begrenzen zu können.
1925 wurden neue Verleihungskriterien geschaffen. Das Großkreuz konnten ab nun nur Personen im Rang eines Ministerpräsidenten, Kardinals oder Marschalls bekommen, Komture mit Stern mussten den Rang eines Ministers, Erzbischofs, Vorsitzenden des Höchsten Gerichts oder Generalobersten haben. Das Komturkreuz war Bischöfen, Unterstaatssekretären, Ordinarien oder Generalleutnanten und -majoren vorbehalten. Für die unteren Stufen waren die Kriterien niedriger angesetzt, allerdings war es nun für einen kleineren Beamten oder Unteroffizier unmöglich, die Auszeichnung zu bekommen.
In den Jahren 1921 bis 1939 erhielten beinahe 5000 Ausländer den Orden in verschiedenen Klassen, die Hälfte dieser Verleihung machten Franzosen, Rumänen und Amerikaner aus. Von 1931 bis 1938 fanden 3221 Verleihungen an polnische Staatsbürger statt, davon 46 Verleihungen des Großkreuzes. Die polnische Regierung im Exil setzte 1939 bis 1945 die Verleihungen des Ordens fort, jedoch in sehr begrenztem Umfang, da neue Verleihungskriterien geschaffen wurden. Der Orden sollte vorrangig an polnische und ausländische Militärs vergeben werden, daher erfolgten nur etwa 100 Verleihungen, davon etwa 20 Großkreuze.
Das noch von keiner Macht außer Moskau anerkannte Lubliner „Komitee der nationalen Befreiung“ (das vornehmlich aus Kommunisten bestand) dekretierte am 23. Dezember 1944 die „Erneuerung“ des Ordens Polonia Restituta mit oben beschriebenem Aussehen, wobei das Ordenskapitel abgeschafft wurde. Bis 1990 wurde der Orden demzufolge von zwei Instanzen verliehen: der Regierung der „Volksrepublik“ und der Londoner Exilregierung, die noch bis um 1970 vom Vatikan, Spanien und Portugal anerkannt war.
Bis um 1970 verlieh Warschau den Orden ziemlich sparsam, nach 1975 stieg jedoch die Zahl der Verleihungen deutlich, insbesondere die niedrigeren Grade wurden vermehrt verliehen. Der Orden war zu diesem Zeitpunkt sehr begehrt, da er eine Rentenzulage mit sich brachte. Auch kleine Büroangestellte, Beamte und Dorfbürgermeister hatten die Möglichkeit, ihn zu erhalten, notwendig war eine gute Beziehung zum lokalen Parteisekretär. Besonders verhasst im Volke waren Verleihungen unter General Wojciech Jaruzelski nach dem Kriegszustand. Zahlreiche Funktionäre der Miliz (Polizei), der Geheimpolizei und ähnlicher Institutionen erhielten die Auszeichnung, im Volksmunde hieß sie nun „Polonia prostituta“. Die Londoner Exilregierung verlieh den Orden weiterhin, jedoch sehr sparsam. Jährlich fanden am Tage des Ordensfestes vom 11. November höchstens zehn Verleihungen statt, vor allem an Exilpolen. Alle diese Verleihungen wurden nach 1990 von der 3. Polnischen Republik anerkannt.

## Bekannte Ordensträger
- siehe: Träger des Ordens Polonia Restituta